# Louise Nevelson

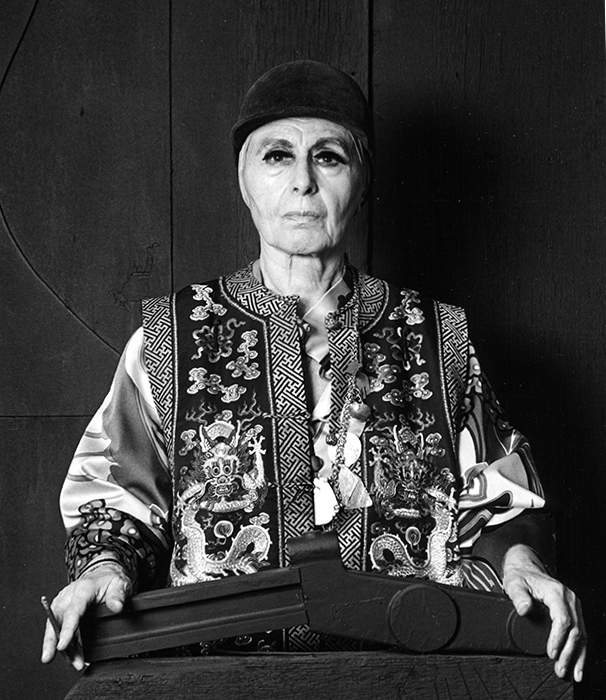
Louse Nevelson, 1976

Louise Nevelson (* 23. September 1899 in Perejaslaw, Russisches Kaiserreich; † 17. April 1988 in New York; geboren als Leah Berliawsky) war eine US-amerikanische Bildhauerin und Malerin.

## Biographie
Louise Nevelson wurde als jüngste Tochter des orthodox-jüdischen russischen Ehepaares Isaac Berliawsky (1871–1946) und Minna Sadie (Ziesel) Smolerank (1877–1943) in Perejaslaw südöstlich von Kiew geboren. Ihr Vater wanderte bereits 1902 nach Amerika aus und betrieb in Rockland, Maine, ein Holzsägewerk. Die Familie folgte 1905 nach und anglizierte ihre Namen. Im Elternhaus wurde Jiddisch gesprochen. Berliawsky besuchte die Rockland High School, die sie 1918 erfolgreich absolvierte. Kurz darauf besuchte sie in Augusta eine Kunstschule, wo sie Malerei und Bildhauerei studierte.

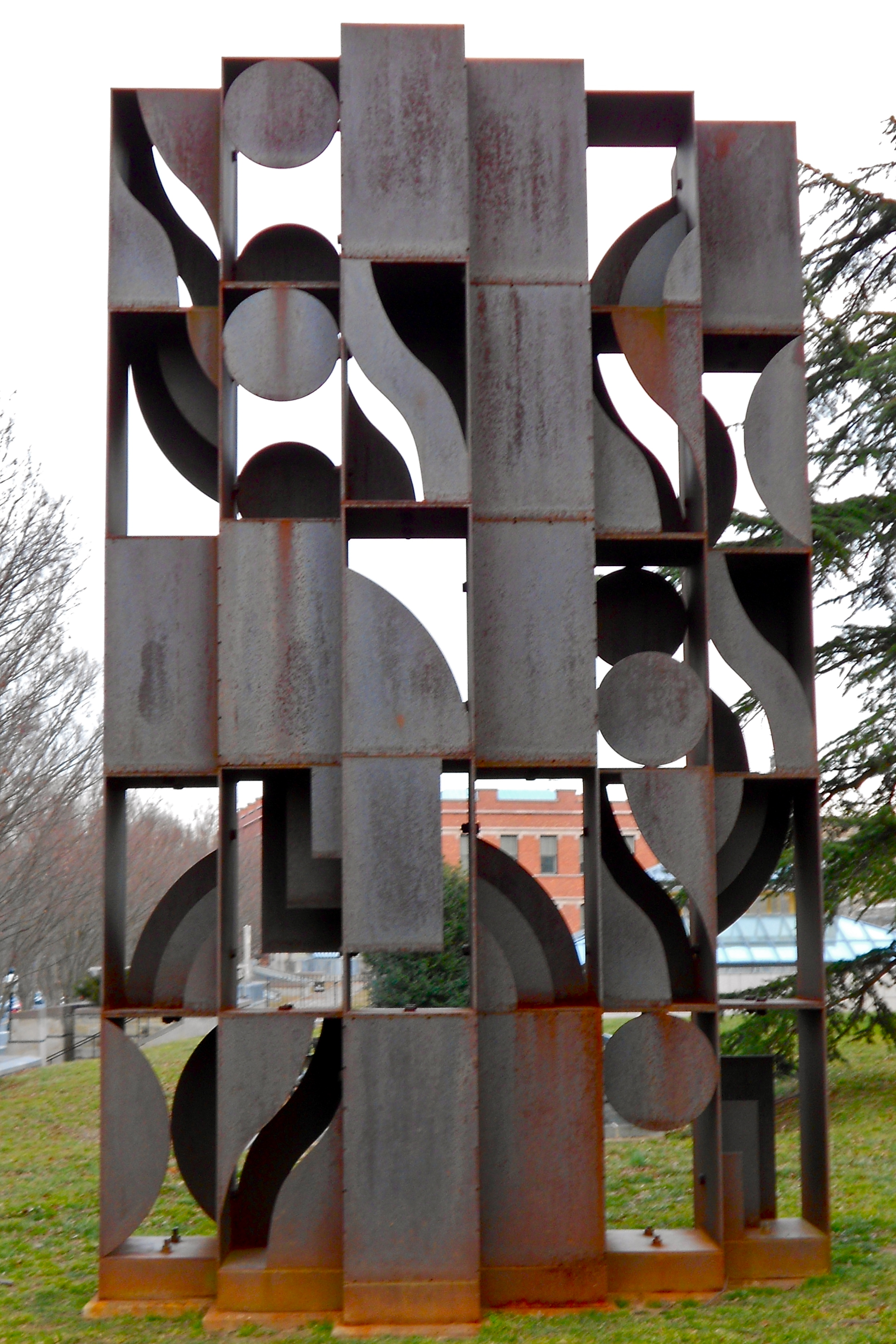
Atmosphere and Environment X (1969/70), Assemblage an der Princeton University

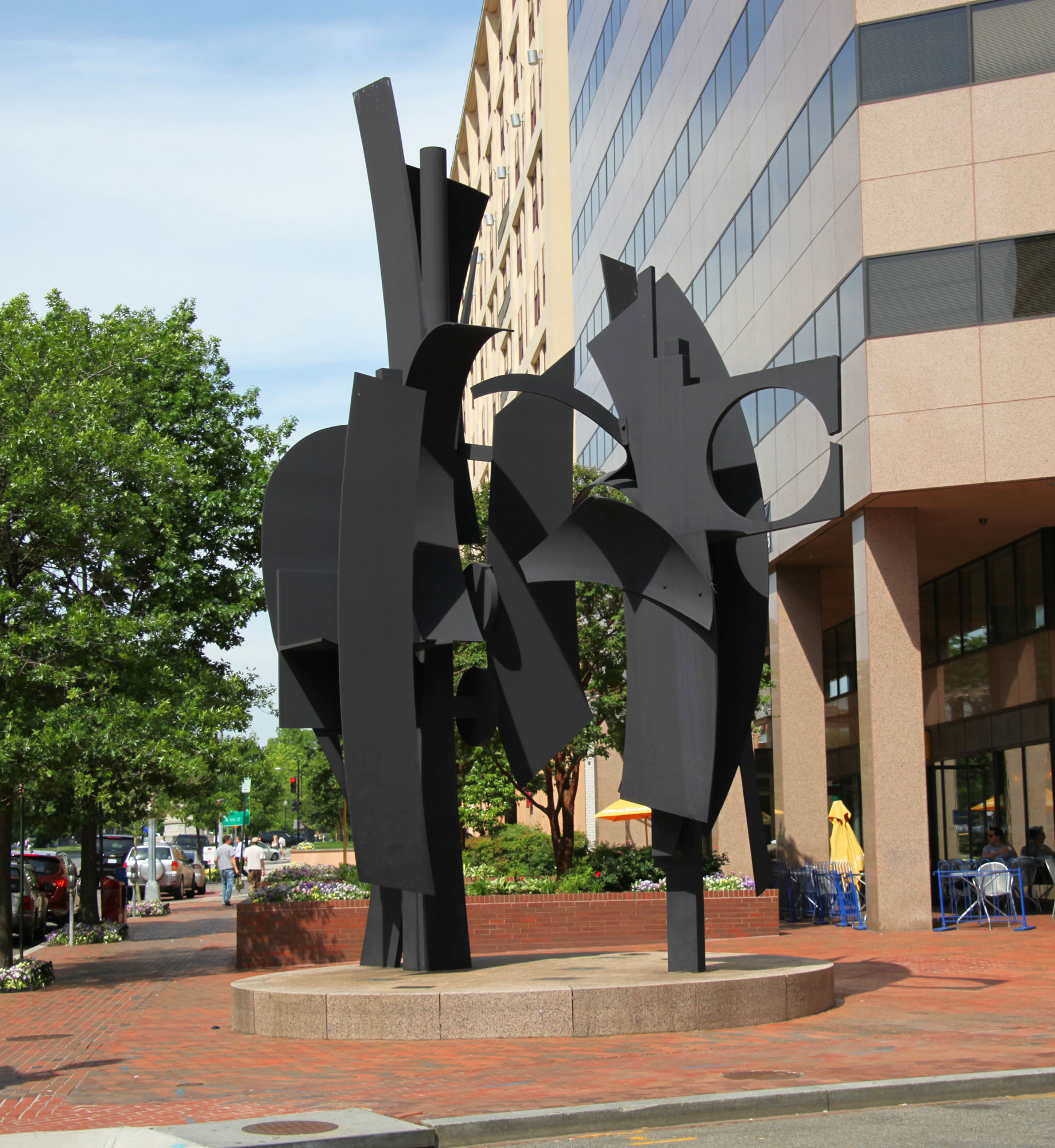
Sky Landscape (1988), Aluminum, Washington, D.C.

Im Jahr 1920 heiratete sie den wohlhabenden Charles Nevelson, Miteigentümer eines Schifffahrtsunternehmens, und zog mit ihm nach New York, wo sie ihren gemeinsamen Sohn Myron, genannt Mike (1922–2019), gebar. 1929 setzte sie ihr Studium an der Art Students League of New York fort. 1931 trennte sie sich von Charles Nevelson. Sie nahm im gleichen Jahr ein Studium in München bei Hans Hofmann auf und lernte dort den Kubismus kennen. In den nächsten drei Jahrzehnten arbeitete Louise Nevelson mit Hofmann, Diego Rivera und Stanley William Hayter zusammen. 1941 hatte sie ihre erste Einzelausstellung in der Karl Nierendorf Gallery in New York. Ihre Arbeiten waren stark beeinflusst vom Kubismus, afrikanischen Skulpturen, Henri Matisse und Pablo Picasso. Im Januar 1943 fand die Exhibition by 31 Women in Peggy Guggenheims Galerie Art of This Century in Manhattan statt. Sie zeigte ausschließlich Malerinnen, außer Nevelsons Werk wurden beispielsweise Arbeiten von Frida Kahlo, Meret Oppenheim, Dorothea Tanning und anderen ausgestellt. Louise Nevelson arbeitete in den 1940er Jahren viel mit dem Medium Keramik. Als ihre wichtigste keramische Arbeit gilt eine Terrakotta-Figurengruppe aus 15 Teilen Moving-Static-Moving-Figures, die um 1945 entstand.
Die Louise Nevelson Plaza wurde nach ihr – als erste einer derzeit lebenden Künstlerin gewidmeten Plaza in Downtown New York – benannt. Die Plaza bildet ein Dreieck zwischen Maiden, William und Liberty Street. Nevelson wurde außerdem 1968 in die American Academy of Arts and Letters und 1973 in die American Academy of Arts and Sciences aufgenommen.

## Werk
Schwerpunkt ihres Werks bilden große, relief- und stelenartige Assemblagen aus Möbelfragmenten und Holzabfällen, in der Regel mit schwarzem, aber auch weißem oder goldenem Farbauftrag.
Louise Nevelson war Teilnehmerin der documenta III (1964) und der 4. documenta (1968) in Kassel. Ihr Werk wurde bisher in über 250 Einzelausstellungen, so zum Beispiel 2014 in Die Galerie in Frankfurt am Main, vorgestellt und ist in rund 90 öffentlichen Sammlungen weltweit vertreten.